# Narva (jezero)
Narva (est. Narva veehoidla, rus. На́рвское водохрани́лище) je umjetno jezero na rijeci Narvi podjeljeno između Estonije i Rusije.
Jezero je izgrađeno tijekom sovjetske ere (1955. – 1956.). Osigurava vodu za istoimenu hidroelektranu (instalirana snaga 125 MW, nalazi se na ruskoj strani i u vlasništvu je energetske tvrtke TGC-1) te rashladne vode za estonsku termoelektranu Narva. Površina jezera iznosi 191 km2 od čega 40 km2 pripada Estoniji, a ostatak Rusiji. Površina porječja je 55,848 km2. Osim iz Narve, jezero se vodom napaja i iz rijeke Pljusse.
Ekološko stanje jezera se ocjenjuje kao „dobro” (2007.).

## Vanjske poveznice
|  | Zajednički poslužitelj ima još gradiva o temi Narva (jezero) |